# Tisíc a jedna noc
Tisíc a jedna noc (persky هزار و یک شب‎, Hezár-o-jek šab; arabsky كتاب ألف ليلة وليلة‎, Kitáb Alf lajla va-lajla) je středověká arabská anonymní sbírka lidových pohádek, bajek, anekdot a dalších příběhů, která vznikala zhruba od 7. do 16. století a která podává věrný obraz společenských poměrů, mravů a zvyklostí tehdejšího arabského světa.

## Vznik sbírky

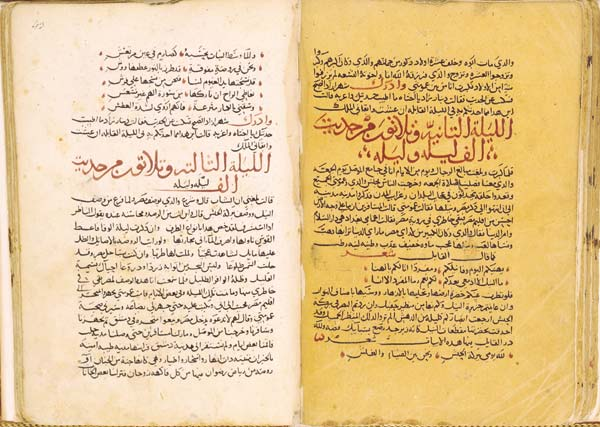
Arabský rukopis sbírky Tisíc a jedna noc

Nejstarší část sbírky je indického původu. Jde o rámcový příběh celé sbírky, tj. vyprávění o moudré Šahrazád a krutém králi Šahrijárovi a také několik dalších pohádek a bajek. Za vlády perské dynastie Sásánovců (224–651) se dostalo toto vyprávění do Persie a bylo zde obohaceno o další příběhy (indický a perský originál se však nedochoval). Do arabštiny byla sbírka převedena koncem 7. století, když si Arabové Persii podrobili a udělali z ní součást svého kalifátu. V 7.–13. století byla sbírka Araby podstatně rozšířena. Vznikly celé cykly nových vyprávění o abbásovských kalifech, zejména o Hárúnovi ar-Rašídovi, množství milostných a cestopisných příběhů i desítky krátkých anekdot. Do sbírky byly přebírány i zbytky starých mezopotámskych mýtů, řecké, byzantské i židovské náměty. Velkým inspiračním zdrojem byla také klasická arabská próza a dějepisná literatura, cestopisy a sbírky poučných a mravoličných příběhů. Ve sbírce je často pojednáváno o astronomii, astrologii a jiných vědách, existuje v ní mnoho odkazů na Korán, často je zmiňován Alláh a jeho prorok Mohamed i nepřátelství mezi křesťany a muslimy.
Dobytí Bagdádu Mongoly roku 1258 znamenalo konec abbásovské říše. Abbásovci si však udrželi funkci duchovní hlavy islámu ještě v letech 1261 až 1517 v Egyptě pod vládou mamlúků. Tak se sbírka dostala do egyptské Káhiry, kde byla dále rozvíjena. Roku 1279 se sbírka dočkala svého prvního arabského vydání. Svoji nynější podobu pak získala koncem 16. století.

## Nejznámější překlady
Na konci 17. století objevil francouzský orientalista a archeolog Antoine Galland (1646–1715) v Pařížské královské knihovně arabský rukopis této tehdy ještě v Evropě neznámé sbírky (rukopis sem pravděpodobně přinesl z Egypta nějaký francouzský diplomat). Galland přeložil dílo do francouzštiny a vydal je v letech 1704 až 1717 pod názvem Les Mille et une nuits, contes arabes traduits en français (Tisíc a jedna noc, arabské pohádky přeložené do francouzštiny). Sbírka měla obrovský úspěch a podle Gallandova překladu vznikaly překlady i do dalších evropských jazyků. První kompletní překlad do němčiny pochází z let 1837 až 1841 a je od německého orientalisty Gustava Weila (1808–1889). Nejlepším anglickým překladem je The Book of the Thousand Nights and a Night (Kniha Tisíce a jedné noci) z let 1882 až 1885 od sira Richarda Francise Burtona (1821–1890). V anglickém prostředí je však sbírka známa spíše pod názvem The Arabian Nights (Arabské noci) podle zkráceného překladu Andrewa Langa (1844–1912) z roku 1898.
Do češtiny sbírku kompletně přeložil v letech 1928 až 1934 orientalista Felix Tauer (1893–1981). Nejznámější český výbor Pohádky z tisíce a jedné noci je dílem básníka Františka Hrubína a ilustrátora Jiřího Trnky. Poprvé vyšel v SNDK v roce 1956.

## Rámcový příběh a nejznámější pohádky

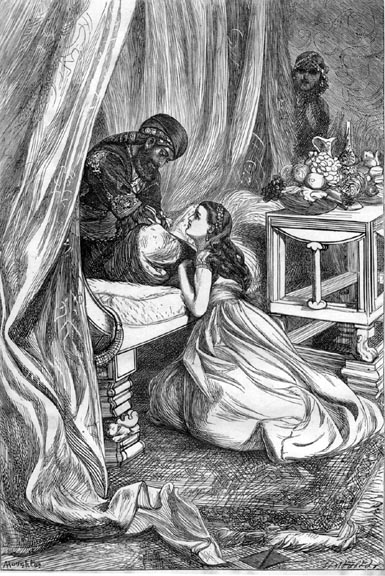
Šahrazád vypráví své pohádky králi Šahrijárovi

Všechny pohádky a příběhy Tisíce a jedné noci jsou vypravovány během tzv. rámcového příběhu, jehož hlavními postavami jsou král Šahriár a dívka jménem Šahrazád. Šahriár byl kdysi oklamán svou manželkou, která se v době jeho nepřítomnosti milovala se svými otroky. Nechal ji i otroky popravit a zanevřel na ženy, o kterých byl přesvědčen, že žádná z nich nevydrží být v manželství věrná. Oženil se proto každý den s jednou pannou, strávil s ní noc, zbavil ji panenství a ráno ji nechal popravit. Po třech letech tak nezbylo v jeho městě žádné děvče, se kterým by se mohl oženit. Když Šahrijár nakázal svému vezírovi (Šahrazádinu otci), aby mu přivedl další dívku, marně a se strachem z krále bloudil vezír městem. Když přišel domů, poznala jeho dcera, že má starosti. Otec jí vše vypověděl a ona se nabídla, že se stane královou další ženou. Její otec s tím nesouhlasil, ale Šahrazád se nedala odradit. Požádala však svou sestru, ať jejím jménem požádá krále, zdali mu večer smí vyprávět příběh. Šahrijár souhlasil a tak Šahrazád vyprávěla králi po dobu tisíce a jedné noci příběhy, které byly tak dlouhé, že nikdy nekončily se svítáním, přičemž král byl vždy zvědav na pokračování. Když Šahrazád své vyprávění, během kterého porodila králi tři syny, dokončila, nechal jí Šahrijár pro její moudrost, věrnost a lásku k němu na živu.
Nejrozsáhlejší a literárně nejhodnotnější částí knihy jsou pohádkové příběhy s množstvím nadpřirozených bytostí, čarodějných předmětů, kouzel a zaklínadel, další velkou část tvoří dobrodružné, cestopisné a rytířské příběhy. Anekdoty, bajky a mravoličná vyprávění bývají většinou zakomponovány do větších celků. K nejznámějším příběhům u nás (především díky výboru pro děti od básníka Františka Hrubína) patří:
- Pohádka o ebenovém koni,
- Dobrodružství Sindibáda Námořníka,
- Pohádka o Džaudarovi a jeho bratrech,
- Alí Baba a čtyřicet loupežníků,
- Pohádka o Abdalláhovi Zemském a Abdalláhovi Mořském,
- Pohádka o Abú Kírovi a Abú Sírovi,
- Aládín a kouzelná lampa.

## Odraz sbírky ve světovém umění
Pohádky Tisíce a jedné noci inspirovaly celou řadu umělců k vytvoření vlastních děl na jejich motivy, ať už tomu bylo ve výtvarném umění, v literatuře, hudbě nebo ve filmu.

### Výtvarné umění

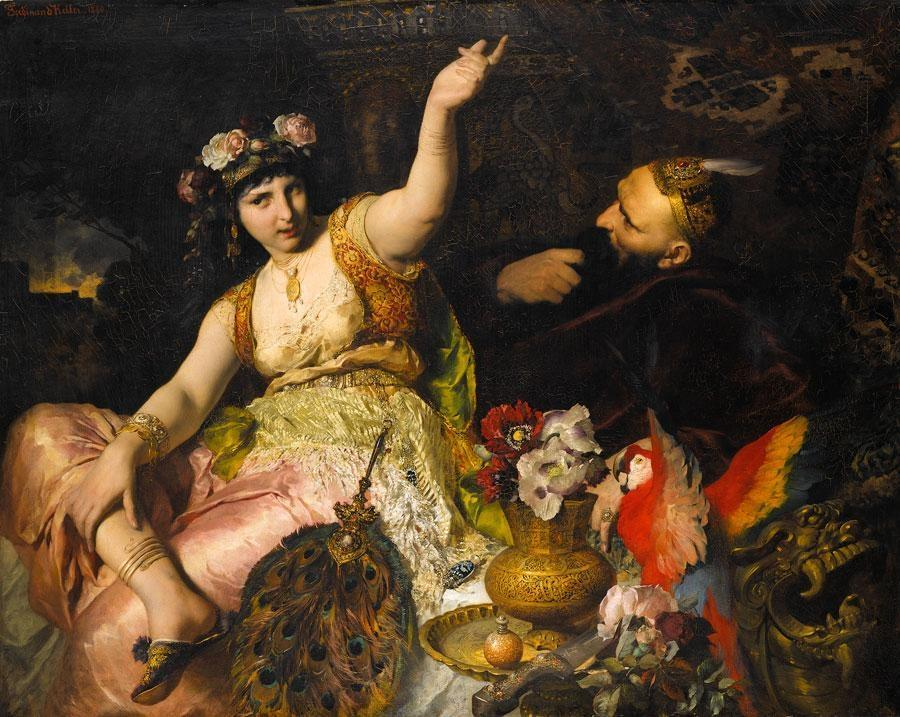
Šahrazád a Šahriár (1880), obraz od Ferdinanda Kellera

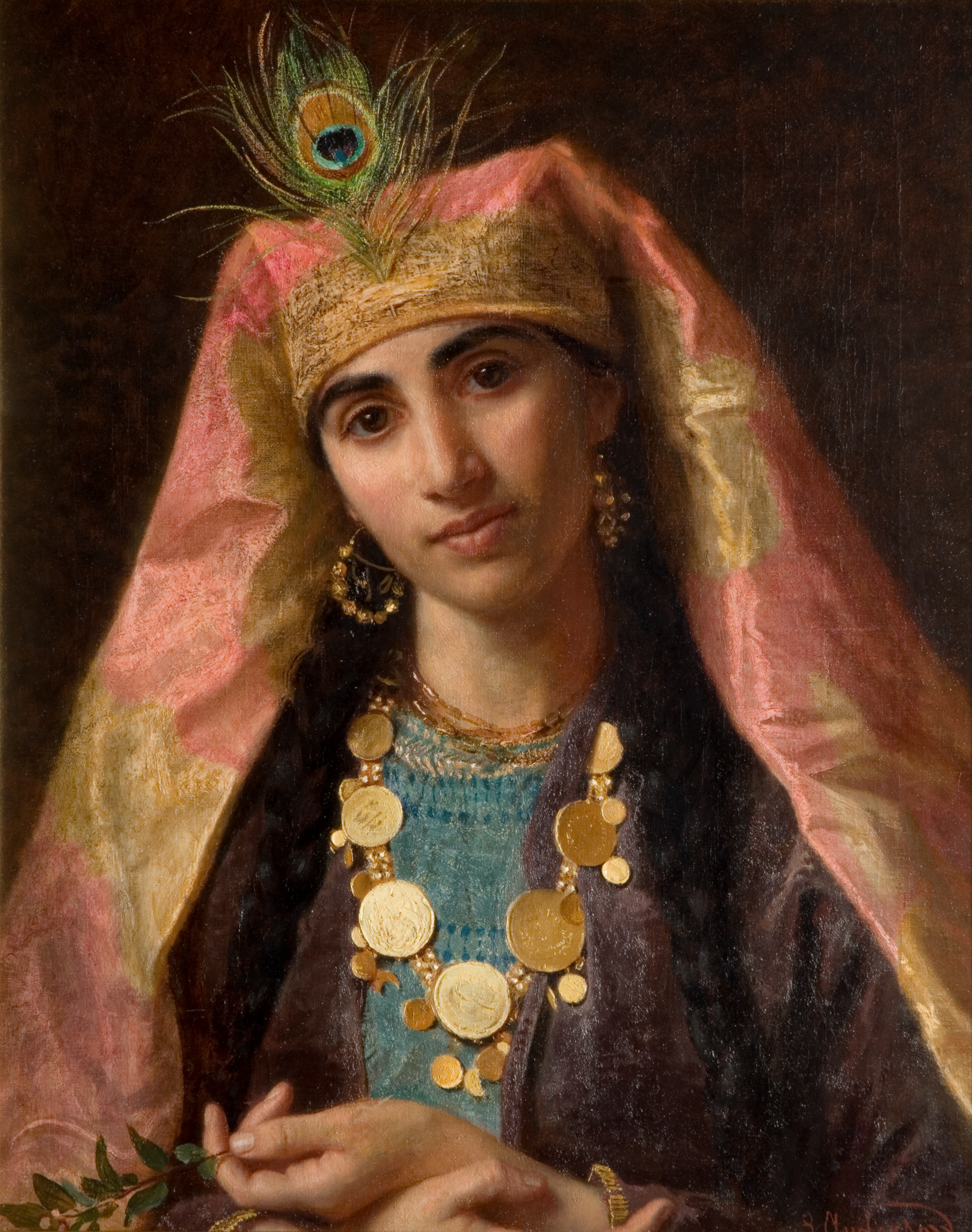
Šahrazád, obraz od Sophie Gengembre Andersonové

Výčet výtvarných děl, inspirovaných pohádkami Tisíce a jedné noci, přesahuje možnosti tohoto článku. Jde nejen o nepřeberné množství ilustrací k různým vydáním sbírky s k adaptacím jednotlivých pohádek, ale také o obrazy, sochy i o porcelánové figurky.

### Hudba
- Roku 1888 zkomponoval ruský skladatel Nikolaj Rimskij-Korsakov suitu Šeherezáda o čtyřech částech na základě pohádek Tisíce a jedné noci (Moře a Sindibádův koráb, O careviči Kalendáři, Láska careviče a princezny a Svátek v Bagdádu).
- Roku 1898 zkomponoval francouzský skladatel Maurice Ravel první dílo s touto tematikou - předehru jménem Shéhérazade, kterou zamýšlel jako předehru ke stejnojmenné opeře (ta však zůstala nedopsána). Roku 1904 proběhla premiéra druhého Ravelova díla jménem Shéhérazade - cyklus tří písní na text Tristana Klingsora pro sólový sopránový hlas a orchestr.
- Roku 1899 složil britský skladatel sir Arthur Sullivan operetu Růže z Persie.
- Roku 1916 vznikl muzikál Chu Chin Chow s hudbou britského skladatele Frederika Nortona založený na pohádce o Alí Babovi a čtyřiceti loupežnících.
- Roku 1953 měl premiéru americký muzikál Kismet od Roberta Wrighta a Georga Forresta odehrávající se za časů Tisíce a jedné noci v Bagdádu.
- Roku 1975 vydala hudební skupina Renaissance album s názvem Scheherazade and Other Stories.
- Roku 1989 zkomponoval argentinský skladatel Ezequiel Viñao smyčcové kvarteto La Noche de las Noches.

### Film a televize

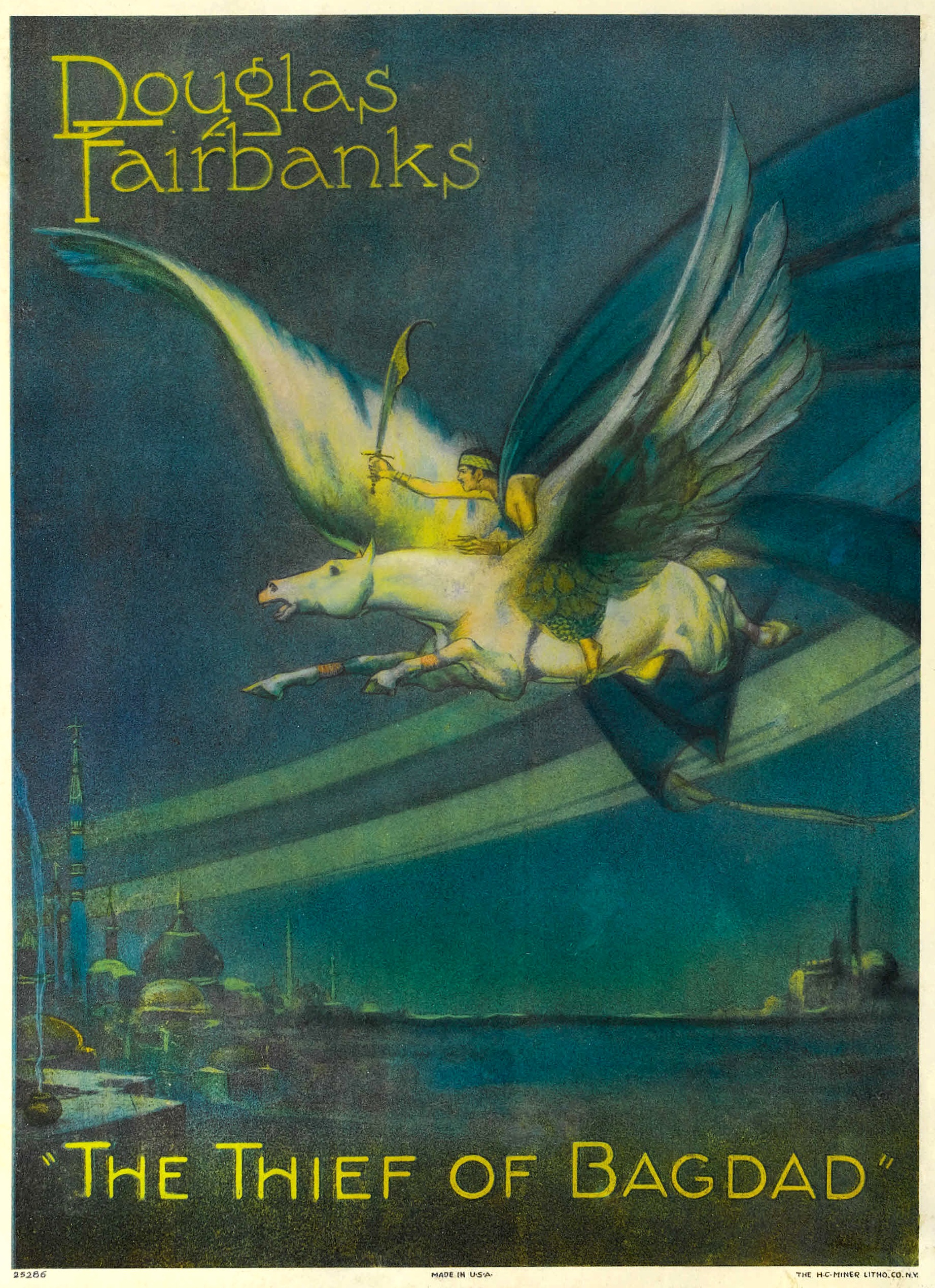
The Thief of Bagdad (1924), plakát k filmu

- Ali Baba et les Quarante Voleurs (1902, Alí Baba a čtyřicet loupežníků) Francie, němý film, režie Ferdinand Zecca
- Aladdin and the Wonderful Lamp (1917, Aládin a podivuhodná lampa), Spojené státy americké, němý film, režie Chester M. Franklin a Sidney Franklin.
- Der müde Tod (1921, Unavená smrt), Německo, režie Fritz Lang, němý film ovlivněný v některých epizodách atmosférou pohádek Tisíce a jedné noci,
- The Thief of Bagdad (1924, Zloděj z Bagdádu), Spojené státy americké, režie Raoul Walsh, němý film, v hlavní roli Douglas Fairbanks,
- Die Abenteuer des Prinzen Achmed (1926, Dobrodružství prince Ahmeda), Německo, režie Lotte Reinigerová, němý animovaný film,
- Chu Chin Chow (1934), Spojené státy americké, režie Walter Forde, filmová verze muzikálu,
- The Thief of Bagdad (1940, Zloděj z Bagdádu), Velká Británie, režie Michael Powell Ludwig Berger a Tim Whelan, remake filmu z roku 1924,
- Arabian Nights (1942, Arabské noci), Spojené státy americké, režie John Rawlins,
- Ali Baba and the Forty Thieves (1944, Alí Baba a čtyřicet loupežníků), Spojené státy americké, režie Arthur Lubin,
- The Seventh Voyage of Sinbad (1958, Sedmá Sindibádova plavba), Spojené státy americké, režie Nathan Juran,
- Kismet (1955), Spojené státy americké, režie Vincente Minnelli, filmová verze muzikálu,
- The Golden Voyage of Sinbad (1974, Zlatá Sindibádova cesta), Velká Británie, režie Gordon Hessler,
- Il fiore delle mille e una notte (1974, Kytice z tisíce a jedné noci), Itálie, režie Pier Paolo Pasolini,
- Pohádky tisíce a jedné noci (1974), český animovaný film, režie Karel Zeman,
- Sinbad and the Eye of the Tiger (1977, Sindibád a tygří oko), Velká Británie, režie Sam Wanamaker,
- Arabian Adventure (1979, Arabské dobrodružství), Velká Británie, režie Kevin Connor,
- A Thousand and One Erotic Nights (1982, Tisíc a jedna erotická noc), Spojené státy americké, režie Stephen Lucas, erotický film,
- Sinbad of the Seven Seas, (1989, Sindibád sedmi moří), Itálie, režie Enzo G. Castellari, Luigi Cozzi a Tim Kincaid,
- Les 1001 nuits (1990, Tisíc a jedna noc), Francie, režie Philippe de Broca, v roli Šahrazád Catherine Zeta-Jones, film je u nás znám též pod názvem Šeherezáda a gentleman.
- Aladdin (1992, Aládín), Spojené státy americké, režie Ron Clements a John Musker, animovaný film z produkce Walta Disneyho (film má dvě pokračování a byl podle něho roku 1994 natočen také televizní seriál),
- Scooby-Doo in Arabian Nights (1994, Scooby-Doo: Arabské noci), Spojené státy americké, režie Jun Falkenstein a Joanna Romersa, televizní film,
- The Return of Jafar (1994, Aládín-Jafarův návrat), režie Alan Zaslove, animovaný film z produkce Walta Disneyho, druhá část Aládínových dobrodružství,
- Aladdin and the King of Thieves 1996, Aládín a král zlodějů), režie Tad Stones, animovaný film z produkce Walta Disneyho, třetí část Aládínových dobrodružství,
- Arabian Nights (2000, Tisíc a jedna noc), Spojené státy americké, režie Steve Barron, televizní seriál,
- Sinbad: Legend of the Seven Seas (2003, Sindibád: Legenda sedmi moří), Spojené státy americké, režie Tim Johnson.

## Česká vydání a parafráze
- Tisíc a jedna noc, Josef Pečírka, Praha 1860, překlad Josef Pečírka, čtyři díly
- Josef Kalenský: Nejkrásnější pohádky z Tisíce a jedné noci, R. Štorch, Praha 19--, znovu Šolc a Šimáček, Praha 1924
- Tisíc a jedna noc, Knap, Praha 1901, arabské povídky pro mládež
- Tisíc a jedna noc, Kotrba, Praha 1905, překlad Josef Mrkos, vybrané pohádky pro mládež
- Tisíc a jedna noc, Kotrba, Praha 1906, překlad Josef Mrkos, čtyři díly
- Šahrazadiny povídky, Adámek, Praha 1913, překlad Zdeněk Woldan, výběr.
- Vypravování Sindbáda námořníka z arabské sbírky pohádek Tisíc a jedna noc, Jan Laichter, Praha 1914, překlad Karel Šafář
- Jaroslav Lipanský: Drahokamy pohádek z bájného východu (z pohádek Tisíc a jedna noc), E. Weinfurter, Praha 1916
- Pohádka o 'Alá'addínovi a kouzelné lampě, Šnajdr, Kladno 1920, překlad Felix Tauer, znovu SNKLU, Praha 1961
- Karel Petřík: Tisíc a jedna noc (výbor nejlepších pohádek), Ignác Leopold Kober, Praha 1926
- Kniha Tisíce a jedné noci, Aventinum, Praha 1928–1934, překlad Felix Tauer, šest dílů, vydání nedokončeno, protože nakladatelství zaniklo, sedmý a osmý díl vydán v ČSAV v letech 1954–1955
- Tisíc a jedna noc, Nakladatelství Gutenberg, Ota Lebenhart v Praze, 1930-1931, překlad Fr. Heller, úpravu řídí Dr. A. Dolenský, vrchní knihovník Národního Musea, 12 dílů
- Tisíc a jedna noc, Vladimír Orel, Praha 1930–1931, překlad E. Šimandl, T.P. Schulz, K. Jandl a K. Hruška, šestnáct svazků
- Marta Schárová: Tisíc a jedna noc, Liber prohibitus, Praha 1936
- Příběh o jinochu a smutných starcích, Družstevní práce, České Budějovice 1939, překlad Karel Šafář
- Arabské pohádky ze 1001 noci, Josef Doležal, Červený Kostelec 1942, překlad Kamil Bednár, výbor
- Podivuhodná dobrodružství námořníka Sindibada, podle "Tisíce a jedné noci" vypráví Pavel Eisner, ilustrace Jan Urban, Litoměřice : nakladatelství Pax : František Hnyk, 1945
- Z pohádek Šahrazádiných, ELK, Praha 1948, překlad Felix Tauer, znovu Sfinx, Praha 1949
- Pravila Šahrazád, SNKLHU, Praha 1955, překlad Felix Tauer
- František Hrubín: Pohádky z tisíce a jedné noci, ilustrace Jiří Trnka, SNDK Praha 1956, mnoho dalších vydání buď samostatně nebo jako součást knihy Špalíček veršů a pohádek
- Kniha Tisíce a jedné noci, ČSAV, Praha 1958–1963, překlad Felix Tauer, osm dílů, druhé doplněné vydání
- Z vyprávění Šahrazádiných, Odeon, Praha 1967, překlad Felix Tauer
- Vratislav Blažek: Šeherezáda, Orbis, Praha 1967, libreto muzikálu
- Eduard Petiška: Příběhy tisíce a jedné noci, Mladá fronta, Praha 1971
- Vladimír Hulpach: Šahrazádiny noci, Svoboda, Praha 1972
- Tisíc a jedna noc, Odeon, Praha 1973–1975, překlad Felix Tauer, pět dílů, třetí vydání[pozn. 1]
- Daniela Fischerová: O Sindibádu námořníkovi, Panorama, Praha 1982, leporelo
- Pohádky tisíce a jedné noci, Egmont ČR, Praha 1995, překlad Alena Peisertová, publikace pro děti
- Vratislav Šťovíček: Aládín a kouzelná lampa, Aventinum, Praha 1998, publikace pro děti.
- Vladimír Hulpach: Sindibád námořník, Aventinum, Praha 1999, publikace pro děti.
- Jaroslav Lipanský: Alí Baba a čtyřicet loupežníků, Aventinum, Praha 2000, publikace pro děti.
- Tisíc a jedna noc, Ikar, Praha 2001–2002, překlad Felix Tauer, pět dílů, čtvrté vydání
- Jindřich Entlicher: Pohádky z Tisíce a jedné noci, Agave, Český Těšín 2002
- Marek Lukáš: Tisíc a jedna noc neboli Mosazné město, Theatrum Mobile, Praha 2006, loutková hra na motivy orientálních pohádek
- Vladimír Hulpach: Pohádky Tisíce a jedné noci, REBO, Praha 2007, znovu 2011.
- Pohádky tisíce a jedné noci, Sun, Praha 2009, vybral José Morán, překlad a adaptace Karolína Schwarzová
- Daniela Fischerová: Kouzelná lampa, Mladá fronta, Praha 2010
- Tisíc a jedna noc, Odeon, Praha 2011, překlad Felix Tauer, osm dílů, páté vydání
- Daniel Bardet: Tisíc a jedna noc, Grada, Praha 2013 překlad Lucie Slejšková
- Pohádky Tisíce a jedné noci, XYZ, Praha 2013. výbor pro mládež.
- Vratislav Šťovíček: Hárún-al-Rašíd: příběhy z doby jeho vlády, Aventinum, Praha 2018, publikace pro děti.